# Matías Fernández
Matías Ariel Fernández, meglio conosciuto come Mati Fernández (Buenos Aires, 15 maggio 1986), è un ex calciatore cileno, di ruolo centrocampista.
Nel 2006 è stato eletto calciatore sudamericano dell'anno.

## Biografia
Nato nel quartiere Caballito di Buenos Aires da madre argentina (Mirtha) e padre cileno (Humberto). A 4 anni si trasferisce a La Calera, in Cile, insieme ai genitori e ai due fratelli, Ezequiel e Nazareno. Ha anche il passaporto spagnolo.

## Caratteristiche tecniche
Può ricoprire vari ruoli del centrocampo: interno, trequartista ed esterno offensivo. Calciatore dotato di una grande tecnica individuale, molto bravo a calciare le punizioni. Tipica del suo repertorio tecnico è la cosiddetta Matirabona.

## Carriera

### Club

#### Colo-Colo

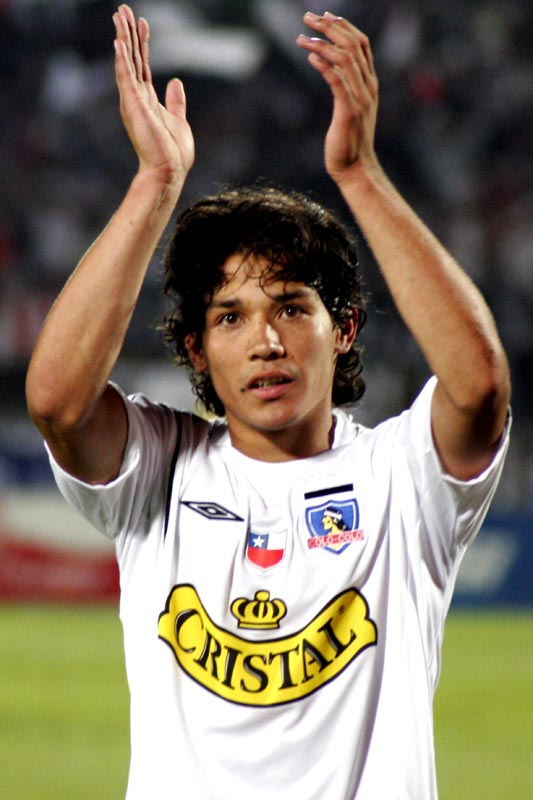
Mati Fernández agli esordi al Colo-Colo nel 2006.

Inizia a giocare a calcio in Cile, nell'Union La Calera, ed entra a dodici anni nel settore giovanile del Colo-Colo. Dopo un infortunio alla colonna vertebrale rischia di terminare precocemente la carriera, ma si riprende e debutta in prima squadra a 17 anni, il 1º agosto 2003, in una partita del campionato cileno contro l'Universidad de Chile. Una settimana più tardi segna i primi due gol contro il Cobresal.
Nel campionato di Apertura del 2004 gioca per 1465 minuti, segnando 21 gol. Nel campionato di Clausura dello stesso anno totalizza 8 gol e viene nominato miglior giocatore dell'annata. Nel campionato di Apertura del 2006 contribuisce alla vittoria del 24º titolo del Colo-Colo e mette a segno 9 gol in 6 partite disputate nella Copa Sudamericana, dove il Colo Colo viene sconfitto in finale dal Pachuca. Dopo aver vinto il campionato cileno di Clausura del 2006 viene eletto Calciatore sudamericano dell'anno.

#### Villarreal e Sporting Lisbona

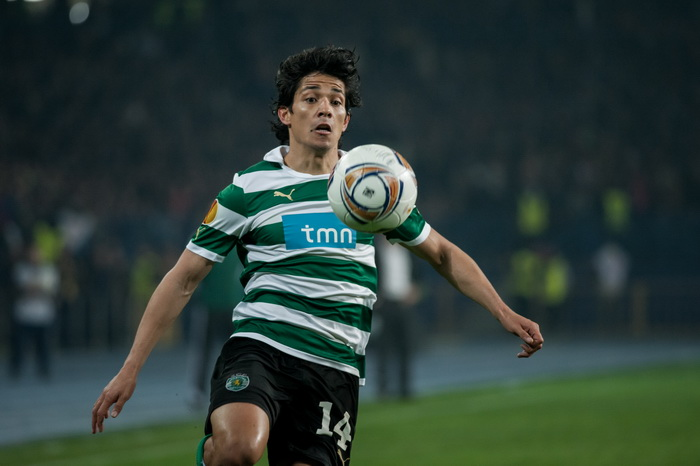
Mati Fernández in azione con lo Sporting Lisbona nel 2012.

Il 18 ottobre del 2006 Fernández viene acquistato dalla società spagnola del Villarreal per 8,7 milioni di euro, con una clausola rescissoria pari a 50 milioni di euro, continuando a giocare con il Colo Colo fino a dicembre. Debutta con la squadra amarilla il 7 gennaio del 2007 contro il Valencia, indossando la maglia numero 21.
Il 27 giugno 2009 passa ai portoghesi dello Sporting Lisbona per 4 milioni di euro per parte del cartellino, più una percentuale su un'eventuale cessione. Nella nuova società torna a indossare il numero 14.

#### Fiorentina
Il 28 luglio 2012 viene acquistato dalla società italiana della Fiorentina a titolo definitivo per 3 milioni e 136.842 euro più 1,5 milioni di bonus, firmando un contratto quadriennale. Esordisce in Serie A il 2 settembre in Napoli-Fiorentina (2-1), subentrando al 77' al posto di Manuel Pasqual. Segna il suo primo gol in maglia viola il 19 maggio 2013 nella gara di campionato Pescara-Fiorentina (1-5).
La prima presenza nella nuova stagione Fernandez la colleziona nell'andata valida per i preliminari di Europa League Grasshoppers-Fiorentina (1-2) entrando al minuto 82'. Il 26 agosto 2013 gioca la prima partita del nuovo campionato nella vittoria per 2-1 sul Catania, entrando anche qui al minuto 84'. Nella quarta giornata di Serie A trova la prima rete della stagione (la seconda con la maglia viola) nella vittoria in trasferta per 0-2 contro l'Atalanta.
Il 30 novembre 2014 sigla la sua prima doppietta in Serie A nella trasferta contro il Cagliari, terminata 0-4. Il 7 gennaio 2016 prolunga il suo contratto con la Fiorentina fino al 30 giugno 2018. Il 21 febbraio 2016 torna al gol nella vittoria della viola contro l'Atalanta dopo un'astinenza lunga trentaquattro giornate.

#### Milan
Il 31 agosto 2016 viene ceduto al Milan in prestito oneroso con diritto di riscatto. Fa il suo esordio con i rossoneri il 6 novembre 2016, subentrando al 63' a Pašalić  contro il Palermo, (partita finita 2-1 per rossoneri). Segna il suo unico gol in maglia rossonera il 18 marzo 2017 firmando la rete decisiva per la vittoria casalinga per 1-0 sul Genoa. A fine stagione non viene riscattato dal Milan e ritorna alla Fiorentina.

#### Necaxa
Il 4 settembre 2017 rescinde il contratto che lo legava ai viola e firma per la squadra messicana del Necaxa. La sua condizione fisica, durante quest'esperienza, continuerà a calare drasticamente, collezionando solamente 37 presenze in 2 anni.

#### Prestito all'Atlético Junior
Il 4 febbraio 2019, sarà ceduto in prestito all'Atlético Junior, militante nella Categoría Primera A, la massima serie del campionato colombiano. La sua esperienza durerà appena 6 mesi, totalizzando solo 11 presenze ed una rete.

#### Ritorno al Colo-Colo
Il 1⁰ gennaio 2020, si trasferirà a titolo definitivo al Colo Colo, tornando così in Cile. In circa 1 anno, anche a causa di acciacchi fisici, totalizzerà solamente 19 presenze segnando una rete.

#### Deportes La Serena e ritiro
Il 5 marzo 2021, sarà ceduto a titolo gratuito al Deportes La Serena. Questa sarà la sua ultima esperienza calcistica della sua carriera. In 3 anni collezionerà 39 presenze segnando 3 reti riuscendo, anche se per poco, a risollevarsi dopo le annate piene di infortuni.
Il 15 febbraio 2023, alla scadenza del suo triennale, annuncerà il proprio ritiro dal calcio giocato all'età di 36 anni.

### Nazionale

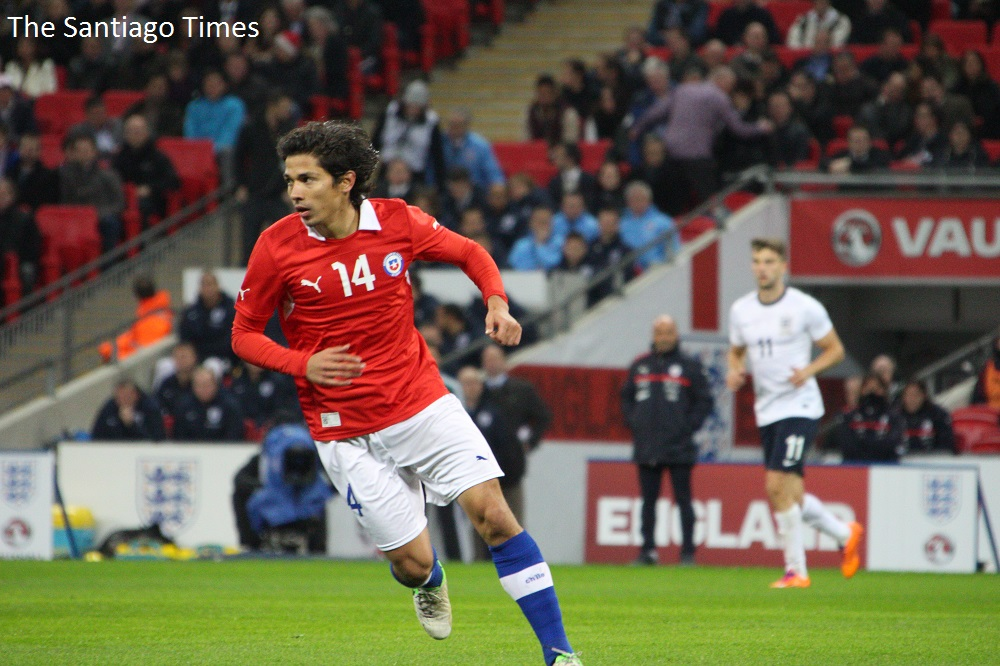
Mati Fernández in azione con la nazionale cilena nel novembre 2013.

Dopo aver scelto di giocare per il Cile, Fernández è stato il capitano del Cile ai Mondiali Under-20 del 2005, competizione in cui ha segnato un gol nella vittoria per 7-0 contro la selezione giovanile dell'Honduras. Passato il turno come una delle migliori terze, il Cile è stato poi estromesso dalla competizione a causa della sconfitta contro i Paesi Bassi.
Ha vestito le maglie di quasi tutte le rappresentative nazionali del Cile: Under-17, Under-20 e nazionale maggiore. Ha esordito con la maglia della nazionale maggiore nell'ultima partita del girone di qualificazione ai Mondiali 2006 della CONMEBOL, entrando al posto di Luis Antonio Jiménez.
In Nazionale ha realizzato 3 gol, di cui due contro il Perù e uno contro il Venezuela. Nel Colo Colo, nell'Under-17 e nell'Under-20 vestiva la maglia numero 14, mentre nella Nazionale maggiore ha indossato i numeri 8, 10 e 14.
Per le partite di qualificazioni ai mondiali 2014 contro Ecuador e Argentina è per la prima volta il capitano della selezione maggiore in una partita ufficiale. Salta per infortunio Brasile 2014, ma anche dopo aver recuperato dai problemi fisici che gli hanno fatto perdere la competizione mondiale rimane fuori dai convocati fino alla primavera successiva. Vince la Copa America 2015 giocata in casa, risultando anche tra i protagonisti della nazionale cilena.
Viene convocato per la Copa América Centenario negli Stati Uniti, ma viene sostituito da Mark González per infortunio.

## Statistiche

### Presenze e reti nei club
Statistiche aggiornate al 29 febbraio 2020.
| Stagione                | Squadra                 | Campionato              | Campionato | Campionato | Coppe nazionali | Coppe nazionali | Coppe nazionali | Coppe continentali | Coppe continentali | Coppe continentali | Altre coppe | Altre coppe | Altre coppe | Totale | Totale |
| Stagione                | Squadra                 | Comp                    | Pres       | Reti       | Comp            | Pres            | Reti            | Comp               | Pres               | Reti               | Comp        | Pres        | Reti        | Pres   | Reti   |
| ----------------------- | ----------------------- | ----------------------- | ---------- | ---------- | --------------- | --------------- | --------------- | ------------------ | ------------------ | ------------------ | ----------- | ----------- | ----------- | ------ | ------ |
| 2003-2004               | Colo Colo               | PD                      | 23         | 8          |                 | -               | -               |                    | -                  | -                  |             | -           | -           | 23     | 8      |
| 2004-2005               | Colo Colo               | PD                      | 29         | 9          |                 | -               | -               |                    | 1                  | 0                  |             | -           | -           | 30     | 9      |
| 2005-2006               | Colo Colo               | PD                      | 30         | 20         |                 | -               | -               |                    | 14                 | 10                 |             | -           | -           | 44     | 30     |
| 2006-2007               | Villarreal              | PD                      | 20         | 1          | CR              | 2               | 0               |                    | -                  | -                  |             | -           | -           | 22     | 1      |
| 2007-2008               | Villarreal              | PD                      | 30         | 3          | CR              | 3               | 0               | UEL                | 6                  | 0                  |             | -           | -           | 39     | 3      |
| 2008-2009               | Villarreal              | PD                      | 21         | 3          | CR              | 2               | 0               | UCL                | 7                  | 0                  |             | -           | -           | 30     | 3      |
| Totale Villarreal       | Totale Villarreal       | Totale Villarreal       | 71         | 7          |                 | 7               | 0               |                    | 13                 | 0                  |             | -           | -           | 91     | 7      |
| 2009-2010               | Sporting Lisbona        | PL                      | 28         | 3          | TdP+TdL         | 3+3             | 1+0             | UCL+UEL            | 4+9                | 0+1                |             | -           | -           | 47     | 5      |
| 2010-2011               | Sporting Lisbona        | PL                      | 21         | 5          | TdP+TdL         | 1+2             | 0+0             | UEL                | 6                  | 2                  |             | -           | -           | 30     | 7      |
| 2011-2012               | Sporting Lisbona        | PL                      | 20         | 4          | TdP+TdL         | 5+3             | 0+0             | UEL                | 11                 | 3                  |             | -           | -           | 39     | 7      |
| Totale Sporting Lisbona | Totale Sporting Lisbona | Totale Sporting Lisbona | 69         | 12         |                 | 17              | 1               |                    | 30                 | 6                  |             | -           | -           | 116    | 19     |
| 2012-2013               | Fiorentina              | A                       | 22         | 1          | CI              | 3               | 0               |                    | -                  | -                  |             | -           | -           | 25     | 1      |
| 2013-2014               | Fiorentina              | A                       | 23         | 3          | CI              | 5               | 0               | UEL                | 10                 | 0                  | -           | -           | -           | 38     | 3      |
| 2014-2015               | Fiorentina              | A                       | 29         | 2          | CI              | 4               | 0               | UEL                | 8                  | 0                  | -           | -           | -           | 41     | 2      |
| 2015-2016               | Fiorentina              | A                       | 22         | 1          | CI              | 0               | 0               | UEL                | 5                  | 0                  | -           | -           | -           | 27     | 1      |
| Totale Fiorentina       | Totale Fiorentina       | Totale Fiorentina       | 96         | 7          |                 | 12              | 0               |                    | 23                 | 0                  |             | -           | -           | 131    | 7      |
| 2016-2017               | Milan                   | A                       | 13         | 1          | CI              | 0               | 0               | -                  | -                  | -                  | SI          | 0           | 0           | 13     | 1      |
| 2017-2018               | Necaxa                  | MX                      | 20         | 1          | CM              | 4               | 1               | SMX                | 1                  | 0                  | -           | -           | -           | 25     | 2      |
| 2018-2019               | Necaxa                  | MX                      | 17         | 3          | CM              | 0               | 0               | -                  | -                  | -                  | -           | -           | -           | 17     | 3      |
| Totale Necaxa           | Totale Necaxa           | Totale Necaxa           | 37         | 4          |                 | 4               | 1               |                    | 1                  | 0                  |             | 0           | 0           | 42     | 5      |
| 2019                    | Junior                  | PA                      | 11         | 1          | CC              | 1               | 1               | CL                 | 3                  | 0                  | -           | -           | -           | 15     | 2      |
| 2020                    | Colo Colo               | PD                      | 19         | 0          | CC              | 2               | 0               | CL                 | 0                  | 0                  | -           | -           | -           | 21     | 0      |
| Totale Colo Colo        | Totale Colo Colo        | Totale Colo Colo        | 101        | 37         |                 | 2               | 0               |                    | 15                 | 10                 |             | -           | -           | 118    | 47     |
| Totale carriera         | Totale carriera         | Totale carriera         | 398        | 69         |                 | 43              | 3               |                    | 85                 | 16                 |             | 0           | 0           | 526    | 88     |

### Cronologia presenze e reti in nazionale
| Cronologia completa delle presenze e delle reti in nazionale ― Cile | Cronologia completa delle presenze e delle reti in nazionale ― Cile | Cronologia completa delle presenze e delle reti in nazionale ― Cile | Cronologia completa delle presenze e delle reti in nazionale ― Cile | Cronologia completa delle presenze e delle reti in nazionale ― Cile | Cronologia completa delle presenze e delle reti in nazionale ― Cile | Cronologia completa delle presenze e delle reti in nazionale ― Cile | Cronologia completa delle presenze e delle reti in nazionale ― Cile |
| Data                                                                | Città                                                               | In casa                                                             | Risultato                                                           | Ospiti                                                              | Competizione                                                        | Reti                                                                | Note                                                                |
| ------------------------------------------------------------------- | ------------------------------------------------------------------- | ------------------------------------------------------------------- | ------------------------------------------------------------------- | ------------------------------------------------------------------- | ------------------------------------------------------------------- | ------------------------------------------------------------------- | ------------------------------------------------------------------- |
| 17-8-2005                                                           | Tacna                                                               | Perù                                                                | 3 – 1                                                               | Cile                                                                | Amichevole                                                          | -                                                                   | 67’                                                                 |
| 12-10-2005                                                          | Santiago del Cile                                                   | Cile                                                                | 0 – 0                                                               | Ecuador                                                             | Qual. Mondiali 2006                                                 | -                                                                   | 68’                                                                 |
| 25-4-2006                                                           | Rancagua                                                            | Cile                                                                | 4 – 1                                                               | Nuova Zelanda                                                       | Amichevole                                                          | -                                                                   |                                                                     |
| 17-8-2006                                                           | Santiago del Cile                                                   | Cile                                                                | 1 – 2                                                               | Colombia                                                            | Amichevole                                                          | -                                                                   |                                                                     |
| 7-10-2006                                                           | Viña del Mar                                                        | Cile                                                                | 3 – 2                                                               | Perù                                                                | Amichevole                                                          | 2                                                                   | 63’                                                                 |
| 7-2-2007                                                            | Maracaibo                                                           | Venezuela                                                           | 0 – 1                                                               | Cile                                                                | Amichevole                                                          | 1                                                                   | 75’                                                                 |
| 24-3-2007                                                           | Göteborg                                                            | Brasile                                                             | 4 – 0                                                               | Cile                                                                | Amichevole                                                          | -                                                                   | 46’                                                                 |
| 2-6-2007                                                            | San José                                                            | Costa Rica                                                          | 2 – 0                                                               | Cile                                                                | Amichevole                                                          | -                                                                   | 46’                                                                 |
| 5-6-2007                                                            | Kingston                                                            | Giamaica                                                            | 0 – 1                                                               | Cile                                                                | Amichevole                                                          | -                                                                   |                                                                     |
| 27-6-2007                                                           | Puerto Ordaz                                                        | Ecuador                                                             | 2 – 3                                                               | Cile                                                                | Coppa America 2007 - 1º turno                                       | -                                                                   | 46’                                                                 |
| 4-7-2007                                                            | Puerto La Cruz                                                      | Messico                                                             | 0 – 0                                                               | Cile                                                                | Coppa America 2007 - 1º turno                                       | -                                                                   | 70’                                                                 |
| 8-7-2007                                                            | Puerto La Cruz                                                      | Cile                                                                | 1 – 6                                                               | Brasile                                                             | Coppa America 2007 - Quarti di finale                               | -                                                                   | 66’                                                                 |
| 7-9-2007                                                            | Vienna                                                              | Svizzera                                                            | 2 – 1                                                               | Cile                                                                | Amichevole                                                          | -                                                                   |                                                                     |
| 11-9-2007                                                           | Vienna                                                              | Austria                                                             | 0 – 2                                                               | Cile                                                                | Amichevole                                                          | -                                                                   | 57’                                                                 |
| 13-10-2007                                                          | Buenos Aires                                                        | Argentina                                                           | 2 – 0                                                               | Cile                                                                | Qual. Mondiali 2010                                                 | -                                                                   |                                                                     |
| 17-10-2007                                                          | Santiago del Cile                                                   | Cile                                                                | 2 – 0                                                               | Perù                                                                | Qual. Mondiali 2010                                                 | 1                                                                   | 44’                                                                 |
| 18-11-2007                                                          | Montevideo                                                          | Uruguay                                                             | 2 – 2                                                               | Cile                                                                | Qual. Mondiali 2010                                                 | -                                                                   |                                                                     |
| 22-11-2007                                                          | Santiago del Cile                                                   | Cile                                                                | 0 – 3                                                               | Paraguay                                                            | Qual. Mondiali 2010                                                 | -                                                                   |                                                                     |
| 26-3-2008                                                           | Tel Aviv                                                            | Israele                                                             | 1 – 0                                                               | Cile                                                                | Amichevole                                                          | -                                                                   |                                                                     |
| 20-8-2008                                                           | Istanbul                                                            | Turchia                                                             | 1 – 0                                                               | Cile                                                                | Amichevole                                                          | -                                                                   | 46’                                                                 |
| 7-9-2008                                                            | Santiago del Cile                                                   | Cile                                                                | 0 – 3                                                               | Brasile                                                             | Qual. Mondiali 2010                                                 | -                                                                   |                                                                     |
| 10-9-2008                                                           | Santiago del Cile                                                   | Cile                                                                | 4 – 0                                                               | Colombia                                                            | Qual. Mondiali 2010                                                 | 1                                                                   |                                                                     |
| 12-10-2008                                                          | Quito                                                               | Ecuador                                                             | 1 – 0                                                               | Cile                                                                | Qual. Mondiali 2010                                                 | -                                                                   | 23’                                                                 |
| 15-10-2008                                                          | Santiago del Cile                                                   | Cile                                                                | 1 – 0                                                               | Argentina                                                           | Qual. Mondiali 2010                                                 | -                                                                   |                                                                     |
| 19-11-2008                                                          | Villareal                                                           | Spagna                                                              | 3 – 0                                                               | Cile                                                                | Amichevole                                                          | -                                                                   |                                                                     |
| 11-2-2009                                                           | Polokwane                                                           | Sudafrica                                                           | 0 – 2                                                               | Cile                                                                | Amichevole                                                          | -                                                                   | 58’                                                                 |
| 30-3-2009                                                           | Lima                                                                | Perù                                                                | 1 – 3                                                               | Cile                                                                | Qual. Mondiali 2010                                                 | 1                                                                   | 72’                                                                 |
| 2-4-2009                                                            | Santiago del Cile                                                   | Cile                                                                | 0 – 0                                                               | Uruguay                                                             | Qual. Mondiali 2010                                                 | -                                                                   | 59’                                                                 |
| 7-6-2009                                                            | Asunción                                                            | Paraguay                                                            | 0 – 2                                                               | Cile                                                                | Qual. Mondiali 2010                                                 | 1                                                                   |                                                                     |
| 11-6-2009                                                           | Santiago del Cile                                                   | Cile                                                                | 4 – 0                                                               | Bolivia                                                             | Qual. Mondiali 2010                                                 | -                                                                   | 68’                                                                 |
| 12-8-2009                                                           | Brøndby                                                             | Danimarca                                                           | 1 – 2                                                               | Cile                                                                | Amichevole                                                          | -                                                                   |                                                                     |
| 5-9-2009                                                            | Santiago del Cile                                                   | Cile                                                                | 2 – 2                                                               | Venezuela                                                           | Qual. Mondiali 2010                                                 | -                                                                   |                                                                     |
| 9-9-2009                                                            | Salvador de Bahia                                                   | Brasile                                                             | 4 – 2                                                               | Cile                                                                | Qual. Mondiali 2010                                                 | -                                                                   |                                                                     |
| 10-10-2009                                                          | Medellín                                                            | Colombia                                                            | 2 – 4                                                               | Cile                                                                | Qual. Mondiali 2010                                                 | -                                                                   | 21’ 31’                                                             |
| 19-11-2009                                                          | Villarreal                                                          | Spagna                                                              | 3 – 0                                                               | Cile                                                                | Amichevole                                                          | -                                                                   |                                                                     |
| 16-5-2010                                                           | Città del Messico                                                   | Messico                                                             | 1 – 0                                                               | Cile                                                                | Amichevole                                                          | -                                                                   |                                                                     |
| 30-5-2010                                                           | Chillán                                                             | Cile                                                                | 1 – 0                                                               | Irlanda del Nord                                                    | Amichevole                                                          | -                                                                   | 90’                                                                 |
| 16-6-2010                                                           | Nelspruit                                                           | Honduras                                                            | 0 – 1                                                               | Cile                                                                | Mondiali 2010 - 1º turno                                            | -                                                                   | 19’                                                                 |
| 21-6-2010                                                           | Port Elizabeth                                                      | Cile                                                                | 1 – 0                                                               | Svizzera                                                            | Mondiali 2010 - 1º turno                                            | -                                                                   | 60’ 65’                                                             |
| 26-3-2011                                                           | Leiria                                                              | Portogallo                                                          | 1 – 1                                                               | Cile                                                                | Amichevole                                                          | 1                                                                   |                                                                     |
| 29-3-2011                                                           | L'Aia                                                               | Cile                                                                | 2 – 0                                                               | Colombia                                                            | Amichevole                                                          | 1                                                                   |                                                                     |
| 20-6-2011                                                           | Santiago del Cile                                                   | Cile                                                                | 4 – 0                                                               | Estonia                                                             | Amichevole                                                          | 1                                                                   | 66’                                                                 |
| 4-7-2011                                                            | San Juan                                                            | Cile                                                                | 2 – 1                                                               | Messico                                                             | Coppa America 2011 - 1º turno                                       | -                                                                   | 83’                                                                 |
| 7-10-2011                                                           | Buenos Aires                                                        | Argentina                                                           | 4 – 1                                                               | Cile                                                                | Qual. Mondiali 2014                                                 | 1                                                                   | 81’                                                                 |
| 11-10-2011                                                          | Santiago del Cile                                                   | Cile                                                                | 4 – 2                                                               | Perù                                                                | Qual. Mondiali 2014                                                 | -                                                                   | 84’                                                                 |
| 11-11-2011                                                          | Montevideo                                                          | Uruguay                                                             | 4 – 0                                                               | Cile                                                                | Qual. Mondiali 2014                                                 | -                                                                   |                                                                     |
| 16-11-2011                                                          | Santiago del Cile                                                   | Cile                                                                | 2 – 0                                                               | Paraguay                                                            | Qual. Mondiali 2014                                                 | -                                                                   | 87’                                                                 |
| 1-3-2012                                                            | Chester                                                             | Cile                                                                | 1 – 1                                                               | Ghana                                                               | Amichevole                                                          | 1                                                                   |                                                                     |
| 2-6-2012                                                            | La Paz                                                              | Bolivia                                                             | 0 – 2                                                               | Cile                                                                | Qual. Mondiali 2014                                                 | -                                                                   | 74’                                                                 |
| 9-6-2012                                                            | Puerto La Cruz                                                      | Venezuela                                                           | 0 – 2                                                               | Cile                                                                | Qual. Mondiali 2014                                                 | 1                                                                   |                                                                     |
| 11-9-2012                                                           | Santiago del Cile                                                   | Cile                                                                | 1 – 3                                                               | Colombia                                                            | Qual. Mondiali 2014                                                 | 1                                                                   |                                                                     |
| 12-10-2012                                                          | Quito                                                               | Ecuador                                                             | 3 – 1                                                               | Cile                                                                | Qual. Mondiali 2014                                                 | -                                                                   | 60’                                                                 |
| 17-10-2012                                                          | Santiago del Cile                                                   | Cile                                                                | 1 – 2                                                               | Argentina                                                           | Qual. Mondiali 2014                                                 | -                                                                   |                                                                     |
| 14-11-2012                                                          | San Gallo                                                           | Cile                                                                | 1 – 3                                                               | Serbia                                                              | Amichevole                                                          | -                                                                   |                                                                     |
| 27-3-2013                                                           | Santiago del Cile                                                   | Cile                                                                | 2 – 0                                                               | Uruguay                                                             | Qual. Mondiali 2014                                                 | -                                                                   | 58’                                                                 |
| 7-6-2013                                                            | Asunción                                                            | Paraguay                                                            | 1 – 2                                                               | Cile                                                                | Qual. Mondiali 2014                                                 | -                                                                   | 59’                                                                 |
| 16-10-2013                                                          | Santiago del Cile                                                   | Cile                                                                | 2 – 1                                                               | Ecuador                                                             | Qual. Mondiali 2014                                                 | -                                                                   | 75’                                                                 |
| 15-11-2013                                                          | Londra                                                              | Inghilterra                                                         | 0 – 2                                                               | Cile                                                                | Amichevole                                                          | -                                                                   | 46’                                                                 |
| 20-11-2013                                                          | Toronto                                                             | Brasile                                                             | 2 – 1                                                               | Cile                                                                | Amichevole                                                          | -                                                                   | 59’                                                                 |
| 5-3-2014                                                            | Stoccarda                                                           | Germania                                                            | 1 – 0                                                               | Cile                                                                | Amichevole                                                          | -                                                                   | 90’                                                                 |
| 26-3-2015                                                           | Sankt Pölten                                                        | Iran                                                                | 2 – 0                                                               | Cile                                                                | Amichevole                                                          | -                                                                   |                                                                     |
| 29-3-2015                                                           | Londra                                                              | Brasile                                                             | 1 – 0                                                               | Cile                                                                | Amichevole                                                          | -                                                                   | 74’                                                                 |
| 11-6-2015                                                           | Santiago del Cile                                                   | Cile                                                                | 2 – 0                                                               | Ecuador                                                             | Coppa America 2015 - 1º turno                                       | -                                                                   | 68’ 90’                                                             |
| 19-6-2015                                                           | Santiago del Cile                                                   | Cile                                                                | 5 – 0                                                               | Bolivia                                                             | Coppa America 2015 - 1º turno                                       | -                                                                   | 46’                                                                 |
| 24-6-2015                                                           | Santiago del Cile                                                   | Cile                                                                | 1 – 0                                                               | Uruguay                                                             | Coppa America 2015 - Quarti di finale                               | -                                                                   | 71’                                                                 |
| 4-7-2015                                                            | Santiago del Cile                                                   | Cile                                                                | 0 – 0 dts (4 - 1 dtr)                                               | Argentina                                                           | Coppa America 2015 - Finale                                         | -                                                                   | 75’                                                                 |
| 5-9-2015                                                            | Santiago del Cile                                                   | Cile                                                                | 3 – 2                                                               | Paraguay                                                            | Amichevole                                                          | -                                                                   |                                                                     |
| 9-10-2015                                                           | Ñuñoa                                                               | Cile                                                                | 2 – 0                                                               | Brasile                                                             | Qual. Mondiali 2018                                                 | -                                                                   | 63’                                                                 |
| 13-11-2015                                                          | Santiago del Cile                                                   | Cile                                                                | 1 – 1                                                               | Colombia                                                            | Qual. Mondiali 2018                                                 | -                                                                   |                                                                     |
| 18-11-2015                                                          | Montevideo                                                          | Uruguay                                                             | 3 – 0                                                               | Cile                                                                | Qual. Mondiali 2018                                                 | -                                                                   | 66’                                                                 |
| 25-3-2016                                                           | Santiago del Cile                                                   | Cile                                                                | 1 – 2                                                               | Argentina                                                           | Qual. Mondiali 2018                                                 | -                                                                   | 7’                                                                  |
| 28-5-2016                                                           | Santiago del Cile                                                   | Cile                                                                | 1 – 2                                                               | Giamaica                                                            | Amichevole                                                          | -                                                                   | 46’                                                                 |
| 7-9-2016                                                            | Santiago del Cile                                                   | Cile                                                                | 0 – 0                                                               | Bolivia                                                             | Qual. Mondiali 2018                                                 | -                                                                   |                                                                     |
| 13-10-2018                                                          | Miami Gardens                                                       | Perù                                                                | 3 – 0                                                               | Cile                                                                | Amichevole                                                          | -                                                                   | 54’                                                                 |
| Totale                                                              |                                                                     | Presenze (11º posto)                                                | 74                                                                  |                                                                     | Reti (13º posto)                                                    | 14                                                                  |                                                                     |

## Palmarès

### Club

#### Competizioni nazionali
- Campionato cileno: 2

Colo Colo: Apertura 2006, Clausura 2006
- Supercoppa italiana: 1

Milan: 2016

### Nazionale
- Coppa America: 1

Cile 2015

### Individuale
- Equipo Ideal de América: 1

2006
- Calciatore cileno dell'anno: 1

2006
- Calciatore sudamericano dell'anno: 1

2006